# Max Mosley
Max Rufus Mosley (Londres, 13 de abril de 1940-24 de mayo de 2021) fue un piloto y dirigente de automovilismo británico. Fue presidente de la Federación Internacional del Automóvil entre 1993 y 2009, cuando fue sustituido por el francés Jean Todt.

## Carrera en el deporte
Corrió en clubes de Reino Unido durante 1966 y 1967 seguido de la Fórmula 2 para el London Racing Team y para el equipo de Frank Williams en 1968. Se retiró en 1969 y se convirtió en uno de los fundadores de la productora de monoplazas March. Consiguió un cierto éxito en la Fórmula 1, al quedar March tercero en el campeonato de constructores de los años 1970 y 1971 y con el subcampeonato de Ronnie Peterson también en 1971. Asimismo, adquirió un gran prestigio en la venta de chasis y coches de Fórmula 2.
A principios de los años 1970 se integró en la FOCA (Formula One Constructors Association), una asociación de equipos para defender los derechos de las escuderías y mantener un control común del deporte. A finales de 1977 Mosley abandonó oficialmente la FOCA y se convirtió en asesor de la misma. Más tarde fue elegido presidente de la FISA (Fédération Internationale du Sport Automobile), un comité de la FIA. Una posterior reestructuración de la FIA lo obligó a dimitir de su cargo en la FISA y fue elegido presidente de la FIA.
Por aquel tiempo Bernie Ecclestone era el presidente de la FOCA y Jean Marie Balestre lo era de la FISA. Ambos tuvieron diferencias sobre la reglamentación y el debate económico, luchando así por el control del deporte. Mosley ayudó a resolver el conflicto firmando el Acuerdo de la Concordia, dando a la FISA el control de la reglamentación y a la FOCA el control de los derechos televisivos y la promoción.
Muy poco tiempo después, Mosley desapareció por completo de la Fórmula 1 durante 3 años, pero volvió en 1986 para ser presidente de la Comisión de Constructores de la FISA y establecer la comisión de admisión del equipo Simtek. Vendió su parte de Simtek en 1991 cuando fue elegido presidente de la FIA, delegando en Jean Marie Balestre por 43 votos a 29. Dimitió años más tarde, declarando que podría ser elegido más por sus méritos que por los errores de su antecesor; la FIA inmediatamente los reeligió por cuatro años más. Fue elegido por otro período en octubre de 1997, un tercero en 2001 y un cuarto en 2005. 
En junio de 2004 Mosley anunció que dejaría su cargo en octubre de ese año. De todos modos, en julio del mismo año se arrepintió de su decisión después de que el Senado de la FIA le pidiera que siguiera. Su mandato concluyó el 23 de octubre de 2009, al ser nombrado Jean Todt nuevo presidente de la FIA. 

### Escándalo en Indianápolis

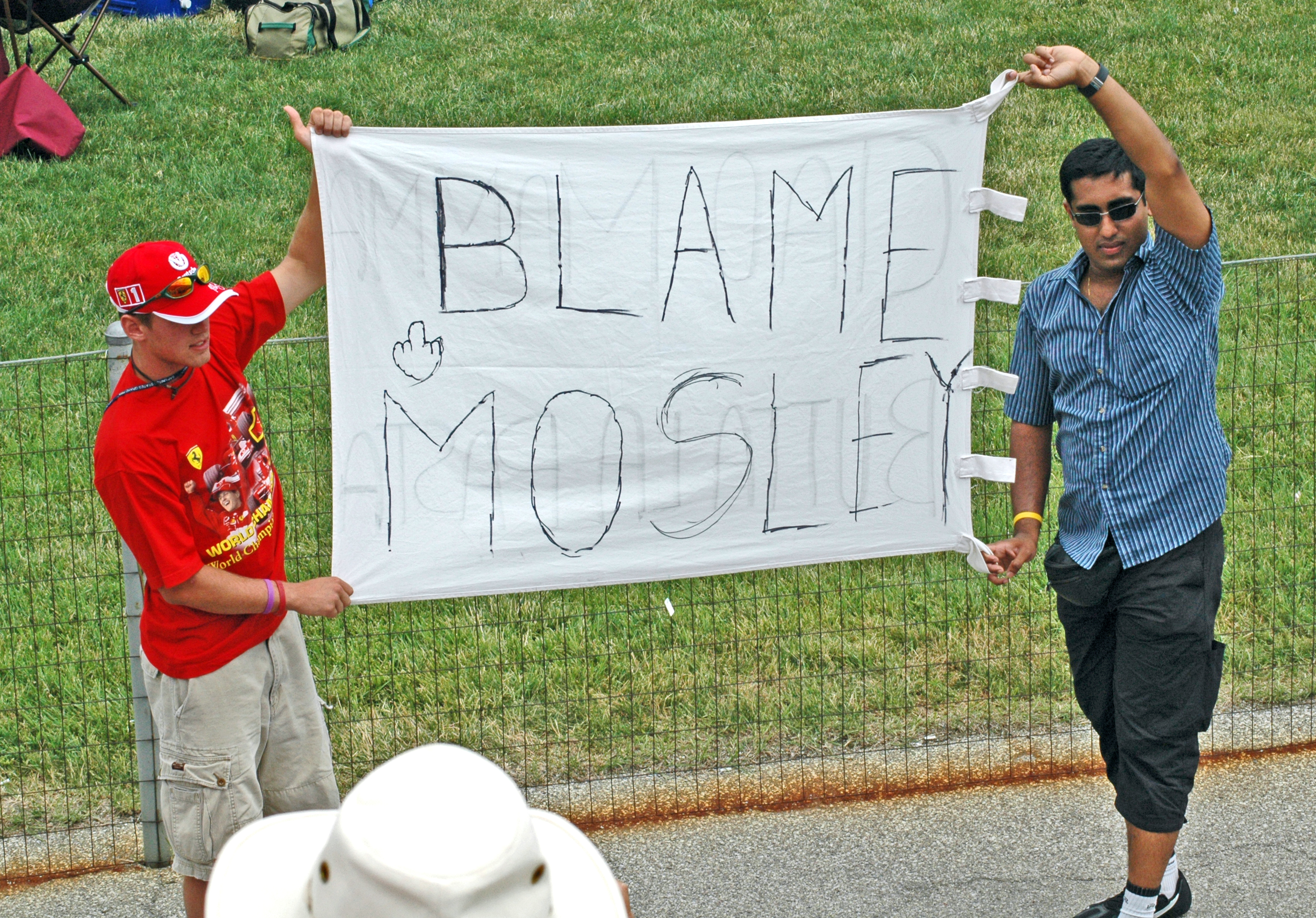
Fanes criticando la actuación de Max Mosley en el Gran Premio de los Estados Unidos de 2005, en la pancarta pone: Culpa de Mosley.

Los aficionados han criticado a Mosley por muchos de sus cambios de reglas y han cargado contra él por situaciones como las ocurridas en el Gran Premio de los Estados Unidos de 2005, en el cual solo 6 coches salieron a pista. Los partidarios de Mosley sostienen que todos los cambios de reglamento han tenido el apoyo de los equipos que forman el Acuerdo de la Concordia. En relación con Indianápolis, Mosley declaró que la FIA no tenía otra salida que lanzar la carrera con seis coches porque los equipos Michelin no buscarían ninguna solución alternativa, salvo una chicane que no había sido aprobada. Esto hubiera puesto a todo el mundo en un grave problema ante la ley en caso de accidente.

### Política
Mosley estuvo un tiempo interesado en ser miembro del Partido Conservador y miembro del parlamento, al igual que su padre, aunque cambió su ideología a la del Partido Laborista al conocer a su líder, John Smith, en 1994.

## Vida privada
Es el segundo hijo de los aristócratas Sir Oswald Mosley, líder de la Unión Británica de Fascistas, y Diana Mitford (una de las hermanas Mitford). Max nació en prisión, donde por orden de Winston Churchill sus padres estuvieron confinados durante la Segunda Guerra Mundial debido a sus simpatías con el régimen nazi. Se graduó en Física por la Oxford Christ Church en 1961. Durante su tiempo en Oxford fue secretario de la Oxford Union. Después estudió Derecho en Gray's Inn en Londres y se doctoró como abogado en 1964.
El 6 de mayo de 2009 su hijo Alexander Mosley fue hallado muerto por una sobredosis de droga en su apartamento del barrio londinense de Notting Hill.

## Fallecimiento
Mosley murió el 23 de mayo de 2021 después de sufrir cáncer, a los 81 años.
El 29 de marzo de 2022, se hizo público que Mosley se había suicidado. Estaba recibiendo tratamiento contra un linfoma desde finales de 2019, y se cree que sabía que le quedaba poco tiempo de vida. Había informado sus intenciones a personas cercanas días antes y dejó una carta.

## Escándalos públicos

Bandera de la Unión Británica de Fascistas.

En marzo de 2008 se descubrió un video tras la publicación de unas comprometidas fotos por el tabloide británico News Of The World en el que aparece en una orgía sadomasoquista de índole nazi con varias prostitutas. Posteriormente denunció al periódico por airear su vida privada. Ganó el juicio y News of the World se vio obligado a indemnizarle.
Conocidos personajes de la Fórmula 1, como Niki Lauda, Jody Scheckter o Jackie Stewart, pidieron públicamente la dimisión irrevocable de Mosley.
El padre de Max, Sir Oswald Mosley, es conocido principalmente por ser el fundador de la Unión Británica de Fascistas. Sin embargo, era su madre, Diana Mitford, quien realmente era amiga íntima de Adolf Hitler. Se casaron en Berlín en secreto. Oswald Mosley estaba ya casado con una hija de Lord Curzon, y Diana con el magnate de la cerveza Bryan Guiness cuando se conocieron y comenzaron su relación como amantes, lo que precipitó la muerte de la esposa de Oswald y el divorcio de Diana con su marido. La relación continuó (en realidad tras quedar viudo, Oswald tuvo un largo romance con la hermana de su esposa fallecida) y culminó en una boda secreta que evitara el "escándalo". Eligieron Berlín para su boda y acabó siendo Hitler el invitado principal a la ceremonia, que se celebró en el apartamento del ministro de propaganda nazi Joseph Goebbels.
Lord y Lady Mosley estuvieron muy mal vistos por la sociedad inglesa de posguerra, no tanto por el escándalo "social" de sus bodas, divorcios y amoríos, sino por sus ideas políticas (no totalmente inexistente entre la aristocracia inglesa de entreguerras), trasladándose a vivir a Francia.